# Calcio Padova 2009-2010
Questa pagina raccoglie i dati riguardanti il Calcio Padova nelle competizioni ufficiali della stagione 2009-2010.

## Stagione

### Serie B
Nella stagione 2009-2010, dopo il ritorno nel campionato cadetto, il Padova inizia bene il campionato, restando imbattuta fino all'ottava giornata, quando perde (2-1) a Crotone. La giornata successiva vince (3-0) sul Mantova ed è al secondo posto, insieme al Cesena, altra rivelazione del torneo, con 16 punti alle spalle del Frosinone. A seguire arrivano però i primi dispiaceri che fanno scivolare la squadra patavina in una pericolante posizione in classifica, così l'8 febbraio 2010, a seguito della sconfitta con il Piacenza (1-0) viene esonerato il tecnico Carlo Sabatini. Il 9 febbraio il suo posto viene preso da Nello Di Costanzo. Il 10 aprile viene richiamato alla guida della squadra Carlo Sabatini. Il 30 maggio 2010 dopo la vittoria (2-1) in casa contro il Brescia il Padova si guadagna il diritto a disputare i Play-out contro la Triestina, in due sfide che si tengono il 4 giugno e il 12 giugno. La prima in casa termina (0-0), mentre nel ritorno a Trieste la squadra patavina si impone (0-3) conquistando la permanenza dei biancoscudati nella serie cadetta. Nella Coppa Italia il Padova viene subito eliminato dal Cittadella (2-0) nel primo derby stagionale.

## Divise e sponsor
Lo sponsor tecnico per la stagione 2009-2010 è Lotto, mentre gli sponsor ufficiali sono Famila e Cassa di Risparmio del Veneto. La divisa è una bianca con lo scudo, con pantaloncini bianchi e calzettoni bianchi. La divisa di riserva è rossa, mentre la terza divisa è nera.
| Casa | Trasferta | Terza Divisa |

## Organigramma societario
Dal sito internet ufficiale della società.
Area direttiva
- Presidente: Marcello Cestaro
- Vice Presidenti: Barbara Carron, Alberto Bertani
- Consiglieri: Antonio Leonardo Cetera, Fabio Cremonese, Gianaldo De Pieri, Francesco Peghin, Pier Luigi Pittarello, Michele Poletto
- Amministratore delegato e direttore generale: Gianluca Sottovia

Area organizzativa
- Segretario Sportivo: Simone Marconato
- Amministrazione: Benedetto Facchinato
- Segretaria: Antonella Segala

Area comunicazione
- Direttore comunicazione e Marketing: Gianni Potti
- Ufficio Stampa e web: Massimo Candotti
- Ufficio marketing: Matteo Salvadego

Area tecnica
- Direttore sportivo: Ivone De Franceschi
- Responsabile Osservatori: Federico Crovari
- Team manager: Alfredino Bellini
- Scouting: Loris Fincato
- Responsabile prima squadra: Esonerato Carlo Sabatini[1] - Subentrato Nello Di Costanzo[2] (dalla 25ª) ed esonerato Nello Di Costanzo - Subentrato Carlo Sabatini
- Primo collaboratore: Esonerato Emanuele Pellizzaro - Subentrato Renato Cioffi[4] (dalla 25ª) ed esonerato - Subentrato Emanuele Pellizzaro
- Preparatore atletico: Paolo Baffoni, Andrea Castellani
- Preparatore dei portieri: Massimo Mattiazzo

Area sanitaria
- Responsabile: Gino Nassuato
- Medico: Maurizio Varnier
- Consulente Ortopedico: Davide Bertolini
- Fisioterapisti: Sandro Barbiero, Felice Zuin
- Massaggiatore: Mario Nicolè

## Rosa
La rosa e la numerazione sono aggiornate al 9 aprile 2010. Sono in corsivo i giocatori che hanno lasciato la società durante la stagione.
| N. |                           | Ruolo | Calciatore              |
| -- | ------------------------- | ----- | ----------------------- |
| 1  | Italia (bandiera)         | P     | Andrea Cano             |
| 2  | Italia (bandiera)         | D     | Marco Petrassi          |
| 3  | Italia (bandiera)         | D     | Trevor Trevisan         |
| 4  | Italia (bandiera)         | D     | Daniele Gasparetto      |
| 5  | Italia (bandiera)         | D     | Alex Pederzoli          |
| 6  | Portogallo (bandiera)     | D     | Vasco Faísca (capitano) |
| 7  | Italia (bandiera)         | C     | Andrea Rabito           |
| 8  | Italia (bandiera)         | C     | Andrea Bovo             |
| 9  | Italia (bandiera)         | A     | Massimiliano Varricchio |
| 9  | Italia (bandiera)         | A     | Daniele Vantaggiato     |
| 10 | Italia (bandiera)         | A     | Antonio Di Nardo        |
| 11 | Italia (bandiera)         | A     | Eder Baù                |
| 11 | Costa d'Avorio (bandiera) | A     | Adama Diakité           |
| 14 | Italia (bandiera)         | D     | Gianluca Giovannini     |
| 15 | Italia (bandiera)         | C     | Matteo Mazzetto         |
| 16 | Italia (bandiera)         | C     | Pietro Baccolo          |
| 17 | Italia (bandiera)         | A     | Alberto Filippini       |
| 18 | Francia (bandiera)        | D     | Selim Ben Djemia        |
| 19 | Albania (bandiera)        | A     | Edgar Çani              |
| 20 | Italia (bandiera)         | A     | Mirco Gasparetto        |

| N. |                      | Ruolo | Calciatore          |
| -- | -------------------- | ----- | ------------------- |
| 21 | Italia (bandiera)    | C     | Flavio Lazzari      |
| 22 | Italia (bandiera)    | P     | Andrea Menegon      |
| 23 | Francia (bandiera)   | C     | Marc Lewandowski    |
| 25 | Italia (bandiera)    | C     | Piermario Morosini  |
| 26 | Italia (bandiera)    | P     | Federico Agliardi   |
| 28 | Italia (bandiera)    | C     | Giacomo Bonaventura |
| 29 | Italia (bandiera)    | A     | Guerrino Gasparello |
| 32 | Italia (bandiera)    | D     | Paolo Cotroneo      |
| 33 | Italia (bandiera)    | D     | Francesco Renzetti  |
| 34 | Brasile (bandiera)   | D     | César Vinicio       |
| 36 | Italia (bandiera)    | D     | Matteo Darmian      |
| 69 | Brasile (bandiera)   | A     | Diego Simoes        |
| 77 | Italia (bandiera)    | C     | Vincenzo Italiano   |
| 79 | Romania (bandiera)   | C     | Bogdan Pătrașcu     |
| 80 | Italia (bandiera)    | C     | Stefano Mazzocco    |
| 84 | Italia (bandiera)    | C     | William Jidayi      |
| 88 | Argentina (bandiera) | C     | Matías Cuffa        |
| 91 | Italia (bandiera)    | C     | Piermaria Carani    |
| 92 | Italia (bandiera)    | D     | Andrea Boscaro      |
| 99 | Italia (bandiera)    | A     | Andrea Soncin       |

## Calciomercato

### Sessione estiva(dall'1/7 all'1/9)
| Acquisti | Acquisti           | Acquisti    | Acquisti          |
| R.       | Nome               | da          | Modalità          |
| -------- | ------------------ | ----------- | ----------------- |
| P        | Federico Agliardi  | Rimini      | definitivo        |
| P        | Andrea Menegon     | Giacomense  | definitivo        |
| D        | Selim Ben Djemia   | Genoa       | prestito          |
| D        | Matteo Darmian     | Milan       | prestito          |
| D        | Daniele Gasparetto | Modena      | prestito          |
| D        | Fabio Niero        | Albignasego | fine prestito     |
| D        | Francesco Renzetti | Genoa       | compartecipazione |
| D        | Trevor Trevisan    | Pisa        | definitivo        |
| C        | Matías Cuffa       | Portogruaro | compartecipazione |
| C        | Vincenzo Italiano  | Chievo      | definitivo        |
| C        | Flavio Lazzari     | Grosseto    | prestito          |
| C        | Bogdan Pătrașcu    | Piacenza    | definitivo        |
| A        | Edgar Çani         | Palermo     | prestito          |
| A        | Andrea Soncin      | Ascoli      | definitivo        |

| Cessioni | Cessioni            | Cessioni    | Cessioni          |
| R.       | Nome                | a           | Modalità          |
| -------- | ------------------- | ----------- | ----------------- |
| P        | Davide Facchin      | Milan       | fine prestito     |
| D        | Davide Bianchi      | Portogruaro | compartecipazione |
| D        | Francesco Carbone   | Avellino    | fine prestito     |
| D        | Fabio Di Venanzio   | -           | svincolato        |
| D        | Mario Donadoni      | -           | svincolato        |
| D        | Gianluca Falsini    | -           | svincolato        |
| C        | Andrea Gentile      | -           | svincolato        |
| C        | Marc Lewandowski    | Siracusa    | prestito          |
| C        | Bogdan Pătrașcu     | Piacenza    | fine prestito     |
| C        | Alex Pederzoli      | Gallipoli   | definitivo        |
| A        | Guerrino Gasparello | San Marino  | definitivo        |
| A        | Roberto Muzzi       | -           | fine carriera     |

### Trasferimenti tra le due sessioni
| Cessioni | Cessioni         | Cessioni | Cessioni   |
| R.       | Nome             | da       | Modalità   |
| -------- | ---------------- | -------- | ---------- |
| D        | Fabio Niero      | Este     | prestito   |
| C        | Stefano Mazzocco | -        | svincolato |
| A        | Eder Baù         | -        | svincolato |

### Sessione invernale(dal 2/1 all'1/2)
| Acquisti | Acquisti            | Acquisti | Acquisti          |
| R.       | Nome                | da       | Modalità          |
| -------- | ------------------- | -------- | ----------------- |
| C        | Giacomo Bonaventura | Atalanta | prestito          |
| C        | Piermario Morosini  | Udinese  | compartecipazione |
| A        | Mirco Gasparetto    | Chievo   | prestito          |
| A        | Daniele Vantaggiato | Parma    | compartecipazione |

| Cessioni | Cessioni                | Cessioni  | Cessioni          |
| R.       | Nome                    | a         | Modalità          |
| -------- | ----------------------- | --------- | ----------------- |
| D        | Davide Bianchi          | Legnano   | prestito          |
| D        | Timi Lahti              | Belluno   | prestito          |
| C        | Pietro Baccolo          | Parma     | compartecipazione |
| C        | Carmine Giorgione       | Varese    | compartecipazione |
| C        | Flavio Lazzari          | Udinese   | fine prestito     |
| C        | Matteo Mazzetto         | Potenza   | prestito          |
| A        | Edgar Çani              | Palermo   | fine prestito     |
| A        | Alberto Filippini       | Como      | prestito          |
| A        | Massimiliano Varricchio | Cremonese | prestito          |

## Risultati

### Serie B

#### Girone di andata
| Arbitro: | Ciampi (Roma) |

|              |           |  |
| Di Nardo 68’ | Marcatori |  |

| Arbitro: | Valeri (Roma) |

|             |           |          |
| Brienza 13’ | Marcatori | 38’ Çani |

| Padova 15 settembre 2009, ore 18:30 CEST 3ª giornata | Padova               | 0 – 0 referto | Piacenza | Stadio Euganeo (5.893 spett.)\| Arbitro: \| N. Stefanini (Prato) \| |
| Arbitro:                                             | N. Stefanini (Prato) |               |          |                                                                     |

| Arbitro: | Saccani (Mantova) |

|                       |           |                      |
| Basso 32’, 68’ (rig.) | Marcatori | 47’ Jidayi 72’ Cuffa |

| Arbitro: | Ciampi (Roma) |

|                        |           |              |
| Soncin 8’ Di Nardo 25’ | Marcatori | 19’ Colacone |

| Arbitro: | Damato (Barletta) |

|  |           |              |
|  | Marcatori | 50’ Di Nardo |

| Padova 26 settembre 2009, ore 15:30 CEST 7ª giornata | Padova       | 0 – 0 referto | Gallipoli | Stadio Euganeo (6.917 spett.)\| Arbitro: \| Nasca (Bari) \| |
| Arbitro:                                             | Nasca (Bari) |               |           |                                                             |

| Arbitro: | C. Russo (Nola) |

|                     |           |             |
| Bonvissuto 19’, 92’ | Marcatori | 8’ Di Nardo |

| Arbitro: | Guida (Torre Annunziata) |

|                                  |           |  |
| Italiano 29’ Rabito 35’ Çani 69’ | Marcatori |  |

| Arbitro: | Giannoccaro (Lecce) |

|                          |           |                         |
| Pichlmann 10’ Turati 16’ | Marcatori | 52’ Italiano 77’ Soncin |

| Padova 24 ottobre 2009, ore 15:30 CEST 11ª giornata | Padova             | 0 – 0 referto | Triestina | Stadio Euganeo (6.963 spett.)\| Arbitro: \| Baracani (Firenze) \| |
| Arbitro:                                            | Baracani (Firenze) |               |           |                                                                   |

| Arbitro: | Mazzoleni (Bergamo) |

|            |           |              |
| Pesoli 26’ | Marcatori | 52’ Italiano |

| Arbitro: | Gallione (Alessandria) |

|                                         |           |               |
| Di Nardo 31’ Soncin 65’ (rig.) Bovo 90’ | Marcatori | 8’ E. Ferraro |

| Arbitro: | Tagliavento (Terni) |

|                             |           |            |
| Corvia 70’ (rig.) Vives 84’ | Marcatori | 62’ Jidayi |

| Arbitro: | Calvarese (Teramo) |

|                         |           |                                                  |
| Rabito 59’ Di Nardo 82’ | Marcatori | 23’ (aut.) Trevisan 41’ Pasquato 90+1’ Marianini |

| Arbitro: | Saccani (Mantova) |

|              |           |                            |
| Trevisan 12’ | Marcatori | 11’ Sestu 45+3’ Bjelanovic |

| Arbitro: | Doveri (Roma) |

|                             |           |  |
| J. Rossini 59’ Titone 90+2’ | Marcatori |  |

| Arbitro: | Guida (Torre Annunziata) |

|            |           |  |
| Soncin 81’ | Marcatori |  |

| Arbitro: | Ciampi (Roma) |

|                  |           |  |
| Soncin 2’ (aut.) | Marcatori |  |

| Arbitro: | Giancola (Vasto) |

|  |           |                        |
|  | Marcatori | 66’ Foglia 77’ Ruopolo |

| Arbitro: | Tozzi (Ostia Lido) |

|                                                |           |                      |
| Dallamano 19’ A. Caracciolo 51’ Possanzini 56’ | Marcatori | 53’ Jidayi 59’ Cuffa |

#### Girone di ritorno
| Modena 16 gennaio 2010, ore 15:30 CEST 22ª giornata | Modena             | 0 – 0 referto | Padova | Stadio Alberto Braglia (5.405 spett.)\| Arbitro: \| Calvarese (Teramo) \| |
| Arbitro:                                            | Calvarese (Teramo) |               |        |                                                                           |

| Arbitro: | Candussio (Cervignano del Friuli) |

|  |           |            |
|  | Marcatori | 28’ Pagano |

| Arbitro: | Giannoccaro (Lecce) |

|                 |           |  |
| Moscardelli 74’ | Marcatori |  |

| Padova 13 gennaio 2010, ore 14:00 CEST 25ª giornata | Padova       | 0 – 0 referto | Frosinone | Stadio Euganeo (5.261 spett.)\| Arbitro: \| Nasca (Bari) \| |
| Arbitro:                                            | Nasca (Bari) |               |           |                                                             |

| Arbitro: | Damato (Barletta) |

|                       |           |                      |
| Mastronunzio 57’, 74’ | Marcatori | 25’ Darmian 38’ Bovo |

| Arbitro: | Giannoccaro (Lecce) |

|  |           |                |
|  | Marcatori | 58’ R. Bianchi |

| Arbitro: | Velotto (Grosseto) |

|             |           |                      |
| Volpato 59’ | Marcatori | 26’ Cuffa 52’ Soncin |

| Arbitro: | Trefoloni (Siena) |

|                            |           |  |
| Vantaggiato 22’ Soncin 37’ | Marcatori |  |

| Arbitro: | Brighi (Cesena) |

|                         |           |              |
| Pellicori 26’ Nassi 59’ | Marcatori | 87’ Di Nardo |

| Arbitro: | De Marco (Chiavari) |

|              |           |  |
| Di Nardo 62’ | Marcatori |  |

| Arbitro: | Guida (Torre Annunziata) |

|                           |           |              |
| Cottafava 26’ Colombo 67’ | Marcatori | 44’ Pătrașcu |

| Arbitro: | Rosetti (Torino) |

|                                     |           |                             |
| Di Nardo 64’ Vantaggiato 78’ (rig.) | Marcatori | 44’ Pesoli 54’ (rig.) Iunco |

| Salerno 9 aprile 2010, ore 21:00 CEST 34ª giornata | Salernitana  | 0 – 0 referto | Padova | Stadio Arechi (4.000 spett.)\| Arbitro: \| Nasca (Bari) \| |
| Arbitro:                                           | Nasca (Bari) |               |        |                                                            |

| Arbitro: | Banti (Livorno) |

|          |           |               |
| Cuffa 5’ | Marcatori | 67’ Marilungo |

| Arbitro: | Ciampi (Roma) |

|                                              |           |  |
| Éder 20’, 41’ Coralli 82’ (rig.) Musacci 89’ | Marcatori |  |

| Vicenza 24 aprile 2010, ore 15:30 CEST 37ª giornata | Vicenza             | 0 – 0 referto | Padova | Stadio Romeo Menti (10.576 spett.)\| Arbitro: \| Giannoccaro (Lecce) \| |
| Arbitro:                                            | Giannoccaro (Lecce) |               |        |                                                                         |

| Arbitro: | Banti (Livorno) |

|              |           |             |
| Di Nardo 91’ | Marcatori | 40’ Noselli |

| Arbitro: | Mazzoleni (Bergamo) |

|                      |           |  |
| Giaccherini 26’, 54’ | Marcatori |  |

| Arbitro: | Brighi (Cesena) |

|                                           |           |              |
| Soncin 22’ Vantaggiato 45+1’ Italiano 73’ | Marcatori | 78’ Bernacci |

| Arbitro: | De Marco (Genova) |

|             |           |                        |
| Torri 45+1’ | Marcatori | 41’ Italiano 72’ Cuffa |

| Arbitro: | Paolo Tagliavento (Terni) |

|                         |           |                       |
| Di Nardo 3’ Cuffa 45+2’ | Marcatori | 76’ (rig.) Caracciolo |

### Play-out
| Padova 4 giugno 2010, ore 20:45 CEST Play-out andata | Padova                   | 0 – 0 referto | Triestina | Stadio Euganeo (13.553 spett.)\| Arbitro: \| Morganti (Ascoli Piceno) \| |
| Arbitro:                                             | Morganti (Ascoli Piceno) |               |           |                                                                          |

| Arbitro: | Tagliavento (Terni) |

|  |           |                                          |
|  | Marcatori | 2’ Vantaggiato 66’ Cuffa 85’ Bonaventura |

### Coppa Italia
| Arbitro: | Pierpaoli (Firenze) |

|                            |           |  |
| Cherubin 59’ Ardemagni 79’ | Marcatori |  |

## Statistiche
Statistiche aggiornate al 30 maggio 2010.

### Statistiche di squadra
| Competizione | Punti | In casa | In casa | In casa | In casa | In casa | In casa | In trasferta | In trasferta | In trasferta | In trasferta | In trasferta | In trasferta | Totale | Totale | Totale | Totale | Totale | Totale | DR |
| Competizione | Punti | G       | V       | N       | P       | Gf      | Gs      | G            | V            | N            | P            | Gf           | Gs           | G      | V      | N      | P      | Gf     | Gs     | DR |
| ------------ | ----- | ------- | ------- | ------- | ------- | ------- | ------- | ------------ | ------------ | ------------ | ------------ | ------------ | ------------ | ------ | ------ | ------ | ------ | ------ | ------ | -- |
| Serie B      | 51    | 19      | 10      | 7       | 4       | 25      | 17      | 21           | 3            | 8            | 10           | 19           | 31           | 42     | 11     | 15     | 15     | 44     | 48     | -4 |
| Coppa Italia | -     | -       | -       | -       | -       | -       | -       | 1            |              |              | 1            |              | 2            | 1      |        |        | 1      |        | 2      | -  |
| Totale       | 51    | 19      | 10      | 7       | 4       | 25      | 17      | 22           | 3            | 8            | 11           | 19           | 33           | 43     | 11     | 15     | 16     | 44     | 50     | -6 |

### Statistiche dei giocatori
| Giocatore      | Serie B  | Serie B | Serie B     | Serie B    | Coppa Italia | Coppa Italia | Coppa Italia | Coppa Italia | Totale   | Totale | Totale      | Totale     |
| Giocatore      | Presenze | Reti    | Ammonizioni | Espulsioni | Presenze     | Reti         | Ammonizioni  | Espulsioni   | Presenze | Reti   | Ammonizioni | Espulsioni |
| -------------- | -------- | ------- | ----------- | ---------- | ------------ | ------------ | ------------ | ------------ | -------- | ------ | ----------- | ---------- |
| F. Agliardi    | 31       | -31     | 2           | 0          | 1            | -2           | 0            | 0            | 32       | -33    | 2           | 0          |
| P. Baccolo     | 5        | 0       | 0           | 0          | 0            | 0            | 0            | 0            | 5        | 0      | 0           | 0          |
| S. Ben Djemia  | 5        | 0       | 1           | 0          | 0            | 0            | 0            | 0            | 5        | 0      | 1           | 0          |
| G. Bonaventura | 18       | 1       | 0           | 0          | 0            | 0            | 0            | 0            | 18       | 1      | 0           | 0          |
| A. Bovo        | 38       | 2       | 4           | 0          | 1            | 0            | 0            | 0            | 39       | 2      | 4           | 0          |
| A. Cano        | 14       | -12     | 1           | 1          | 0            | 0            | 0            | 0            | 14       | -12    | 1           | 1          |
| E. Çani        | 19       | 2       | 4           | 0          | 0            | 0            | 0            | 0            | 19       | 2      | 4           | 0          |
| P. Carani      | 0        | 0       | 0           | 0          | 0            | 0            | 0            | 0            | 0        | 0      | 0           | 0          |
| César Vinicio  | 38       | 0       | 7           | 2          | 1            | 0            | 0            | 0            | 39       | 0      | 7           | 2          |
| P. Cotroneo    | 4        | 0       | 0           | 0          | 0            | 0            | 0            | 0            | 4        | 0      | 0           | 0          |
| M. Cuffa       | 36       | 7       | 5           | 0          | 1            | 0            | 0            | 0            | 37       | 7      | 5           | 0          |
| M. Darmian     | 21       | 1       | 4           | 0          | 0            | 0            | 0            | 0            | 21       | 1      | 4           | 0          |
| Diego Simoes   | 1        | 0       | 0           | 0          | 0            | 0            | 0            | 0            | 1        | 0      | 0           | 0          |
| A. Di Nardo    | 39       | 11      | 3           | 0          | 1            | 0            | 0            | 0            | 40       | 11     | 3           | 0          |
| V. Faísca      | 35       | 0       | 11          | 1          | 0            | 0            | 0            | 0            | 35       | 0      | 11          | 1          |
| A. Filippini   | 3        | 0       | 0           | 0          | 0            | 0            | 0            | 0            | 3        | 0      | 0           | 0          |
| D. Gasparetto  | 6        | 0       | 1           | 0          | 0            | 0            | 0            | 0            | 6        | 0      | 1           | 0          |
| M. Gasparetto  | 7        | 0       | 0           | 0          | 0            | 0            | 0            | 0            | 7        | 0      | 0           | 0          |
| G. Giovannini  | 6        | 0       | 1           | 0          | 0            | 0            | 0            | 0            | 6        | 0      | 1           | 0          |
| V. Italiano    | 33       | 5       | 5           | 1          | 1            | 0            | 0            | 0            | 34       | 5      | 5           | 1          |
| W. Jidayi      | 31       | 3       | 1           | 0          | 1            | 0            | 0            | 0            | 32       | 3      | 1           | 0          |
| F. Lazzari     | 10       | 0       | 0           | 0          | 1            | 0            | 0            | 0            | 11       | 0      | 0           | 0          |
| A. Menegon     | 0        | 0       | 0           | 0          | 0            | 0            | 0            | 0            | 0        | 0      | 0           | 0          |
| P. Morosini    | 14       | 0       | 3           | 0          | 0            | 0            | 0            | 0            | 14       | 0      | 3           | 0          |
| F. Niero       | 0        | 0       | 0           | 0          | 1            | 0            | 0            | 0            | 1        | 0      | 0           | 0          |
| B. Pătrașcu    | 23       | 1       | 2           | 0          | 0            | 0            | 0            | 0            | 23       | 1      | 2           | 0          |
| M. Petrassi    | 9        | 0       | 4           | 2          | 0            | 0            | 0            | 0            | 9        | 0      | 4           | 2          |
| A. Rabito      | 36       | 2       | 2           | 0          | 1            | 0            | 0            | 0            | 37       | 2      | 2           | 0          |
| F. Renzetti    | 32       | 0       | 7           | 0          | 1            | 0            | 0            | 0            | 33       | 0      | 7           | 0          |
| A. Soncin      | 40       | 7       | 3           | 0          | 1            | 0            | 0            | 0            | 41       | 7      | 3           | 0          |
| T. Trevisan    | 36       | 1       | 13          | 2          | 1            | 0            | 0            | 0            | 37       | 1      | 13          | 2          |
| D. Vantaggiato | 18       | 4       | 1           | 0          | 0            | 0            | 0            | 0            | 18       | 4      | 1           | 0          |
| M. Varricchio  | 0        | 0       | 0           | 0          | 1            | 0            | 0            | 0            | 1        | 0      | 0           | 0          |

## Giovanili

### Organigramma societario
- Responsabile: Giorgio Molon
- Magazziniere: Andrea Pravato
- TutorForesteria: Igor Petrassi
- Coordinatore tecnico scuola calcio: Lorenzo Simeoni
- Organizzazione e segreteria scuola calcio: Gianni Paccagnella
- Responsabile Società gemellate: Marco Scopel

Staff tecnico
- Maestro della tecnica: Massimiliano Esposito
- Preparatore Atletico Primavera: Maurizio Ballò
- Preparatore Atletico: Riccardo Carola
- Preparatore Atletico: Igor Petrassi
- Preparatore Atletico: Riccardo Bovo
- Preparatore dei portieri Primavera: Adriano Zancopè, Loris Bortolami, Federico Bee
- Osservatori: Vittorio Scantamburlo, Mauro Goldin, Marco Scopelli, Gianfranco Folin, Filippo Favaro, Paolo Alberti, Egidio Sinico, Franco Matrigiani, Salvatore Violante, Carlo Spolaore, Gino Zatta

Allenatori
- Primavera: Alessandro Dal Canto
- Allievi Nazionali: Gualtiero Grandini
- Allievi Regionali: Roberto Beltrame
- Giovanissimi Nazionali: Lorenzo Simeoni
- Giovanissimi Regionali: Massimiliano Lucchini
- Esordienti Regionali: Alberto Piva
- Esordienti 1998: Riccardo Calore
- Esordienti 1999: Cosimo Chiefa
- Pulcini 2000: Massimiliano Saccon
- Pulcini 2001: Mattia Boldrin

Aerea Medica
- Responsabile: Dott. Stefano Paiaro
- Medici: Dott. Daniele Numitore, Dott. Stefano Viale
- Fisioterapisti: Renato Norbiato, Antonio Maggiolini, Gabriele Tenace, Luciano Zorzan

### Piazzamenti[20][21]
- Primavera:
  - Campionato: 12º posto nel Girone B
  - Coppa Italia: Eliminato al Primo Turno Eliminatorio
  - Torneo di Viareggio: Non partecipante
- Allievi nazionali 1993:
  - Campionato: 2º posto approdano al FINAL EIGHT di Chianciano Terme
- Allievi regionali 1994:
  - Campionato: 2º posto
- Giovanissimi nazionali 1995:
  - Campionato: 4º posto
  - Torneo di Fossò: 1º posto
- Giovanissimi regionali 1996:
  - Campionato autunnale: 2º posto
  - Campionato primaverile: 1º posto
  - Campionato (Fascia B Veneto - Girone B): 1º posto
- Esordienti Regionali 1997:
  - Campionato autunnale: 1º posto
  - Campionato primaverile: 2º posto
  - Torneo di Magenta: 1º posto
- Esordienti 1998:
  - Campionato autunnale: 1º posto
  - Campionato primaverile: 1º posto
- Pulcini 1999:
- Pulcini 2000:
  - Torneo di Pinarella Cervia: 3º posto
- Pulcini 2001:
  - Torneo di Bergamo: 4º Classificato